# Nottingham Open 2023
Giải quần vợt Nottingham Mở rộng 2023 (còn được biết đến với Rothesay Open Nottingham vì lý do tài trợ) là một giải quần vợt chuyên nghiệp thi đấu trên mặt sân cỏ ngoài trời. Đây là lần thứ 15 (nữ) và lần thứ 27 (nam) giải đấu được tổ chức. Giải đấu là một phần của WTA 250 trong WTA Tour 2023, và ATP Challenger Tour. Giải đấu diễn ra tại Nottingham Tennis Centre ở Nottingham, Vương quốc Liên hiệp Anh và Bắc Ireland từ ngày 12 đến ngày 18 tháng 6 năm 2023.

## Nội dung đơn ATP

### Hạt giống
| Quốc gia | Tay vợt              | Xếp hạng1 | Hạt giống |
| -------- | -------------------- | --------- | --------- |
| GBR      | Andy Murray          | 43        | 1         |
| FRA      | Constant Lestienne   | 70        | 2         |
| POR      | Nuno Borges          | 80        | 3         |
| AUS      | Aleksandar Vukic     | 97        | 4         |
| GER      | Dominik Koepfer      | 103       | 5         |
| AUS      | Thanasi Kokkinakis   | 108       | 6         |
| USA      | Aleksandar Kovacevic | 114       | 7         |
| SUI      | Dominic Stricker     | 116       | 8         |

- 1 Bảng xếp hạng vào ngày 29 tháng 5 năm 2023.

### Vận động viên khác
Đặc cách:
- Arthur Fery
- George Loffhagen
- Andy Murray

Bảo toàn thứ hạng:
- Chung Hyeon
- Jiří Veselý

The following players received entry into the singles main draw as alternates:
- Hsu Yu-hsiou
- Ryan Peniston

Vượt qua vòng loại:
- Arthur Cazaux
- Joris De Loore
- Alex Michelsen
- Rio Noguchi
- Shang Juncheng
- Zachary Svajda

Thua cuộc may mắn:
- Laurent Lokoli

## Nội dung đơn WTA

### Hạt giống
| Quốc gia | Tay vợt             | Xếp hạng1 | Hạt giống |
| -------- | ------------------- | --------- | --------- |
| GRE      | Maria Sakkari       | 8         | 1         |
| BRA      | Beatriz Haddad Maia | 14        | 2         |
| POL      | Magda Linette       | 21        | 3         |
| CRO      | Donna Vekić         | 22        | 4         |
| UKR      | Anhelina Kalinina   | 26        | 5         |
| CHN      | Zhang Shuai         | 31        | 6         |
| ITA      | Camila Giorgi       | 37        | 7         |
| CHN      | Zhu Lin             | 40        | 8         |

- 1 Bảng xếp hạng vào ngày 29 tháng 5 năm 2023.[2]

### Vận động viên khác
Đặc cách:
- Katie Boulter
- Beatriz Haddad Maia
- Maria Sakkari
- Katie Swan

Vượt qua vòng loại:
- Emily Appleton
- Harriet Dart
- Olivia Gadecki
- Sonay Kartal
- Elizabeth Mandlik
- Heather Watson

Thua cuộc may mắn:
- Daria Snigur

### Rút lui
- Lauren Davis → thay thế bởi  Jodie Burrage
- Bernarda Pera → thay thế bởi  Madison Brengle
- Yulia Putintseva → thay thế bởi  Tereza Martincová
- Ajla Tomljanović → thay thế bởi  Magdalena Fręch
- Lesia Tsurenko → thay thế bởi  Daria Snigur

## Nội dung đôi WTA

### Hạt giống
| Quốc gia | Tay vợt         | Quốc gia | Tay vợt         | Xếp hạng1 | Hạt giống |
| -------- | --------------- | -------- | --------------- | --------- | --------- |
| KAZ      | Anna Danilina   | CHN      | Xu Yifan        | 49        | 1         |
| USA      | Asia Muhammad   | MEX      | Giuliana Olmos  | 52        | 2         |
| TPE      | Chan Hao-ching  | TPE      | Latisha Chan    | 63        | 3         |
| UKR      | Nadiia Kichenok | POL      | Alicja Rosolska | 94        | 4         |

- 1 Bảng xếp hạng vào ngày 29 tháng 5 năm 2023.

### Vận động viên khác
Đặc cách:
- Emily Appleton /  Jodie Burrage
- Harriet Dart /  Heather Watson

## Nhà vô địch

### Đơn nam
- Andy Murray đánh bại  Arthur Cazaux 6–4, 6–4.

### Đơn nữ
- Katie Boulter đánh bại  Jodie Burrage, 6–3, 6–3

### Đôi nam
- Jacob Fearnley /  Johannus Monday đánh bại  Liam Broady /  Jonny O'Mara 6–3, 6–7(6–8), [10–7].

### Đôi nữ
- Ulrikke Eikeri /  Ingrid Neel đánh bại  Harriet Dart /  Heather Watson, 7–6(8–6), 5–7, [10–8]